# Ingeborg Milster
Ingeborg Milster (* vor 1940; † nach 1968) war eine deutsche Hörspiel-Regisseurin. Sie realisierte von Ende der 1950er-Jahre bis 1968 mehr als 75 Inszenierungen von Kinderhörspielen für den Rundfunk der DDR. Darunter sind so populär gewordene Produktionen wie Das Katzenhaus und Die Weihnachtsgans Auguste, die auch auf Schallplatte erschien.

## Inszenierungen von Kinderhörspielen (Auswahl)
- 1958: Samuil Jakowlewitsch Marschak: Das Katzenhaus. Auch Hörspielbearbeitung
- 1959: Friedrich Wolf: Die Weihnachtsgans Auguste. Übernahme durch Eterna/Litera, 1962
- 1961–1966: Hans Pfeiffer: Die haarsträubenden Abenteuer des Detektivs Dick Dickson. (13 Folgen)
- 1963: Benno Pludra: Lütt Matten und die weiße Muschel.
- 1964: Elin Pelin: Jan Bibijan und das Teufelchen Füt. (3 Teile)
- 1964: Alfred Wellm: Kaule. (3 Teile)
- 1963: Nikolai Nikolajewitsch Nossow: Nimmerklug im Knirpsenland. (3 Teile)
- 1966: Václav Řezáč: Die Tatze des schwarzen Katers. Vorlage: Alarm in der Schmiedegasse
- 1967: Erwin Strittmatter: Tinko. (2 Teile)
- 1968: Davor Hlap / James Krüss (Übersetzung): Die Geschichte vom ersten Geschichtenerzähler.